# Альціон синьоголовий
Альціо́н синьоголовий (Actenoides hombroni) — вид сиворакшоподібних птахів родини рибалочкових (Alcedinidae). Ендемік Філіппін. Вид названий на честь французького натураліста Жака Бернара Омброна.

## Опис
Довжина птаха становить 27 см. У самців тім'я і "вуса" яскраво-сині, щоки і нижня частина тіла рудувато-оранжеві, верхня частина тіла синьо-зелена, плечі і покривні пера крил поцятковані невеликими охристими плямками, надхвістя і хвіст яскраво-сині, дзьоб яскраво-червоний. У самиць тім'я і "вуса" більш тьмяні, верхня частина тіла зелена, охристі плямки на ній більші.

## Поширення і екологія
Синьоголові альціони є ендеміками острова Мінданао на півдні Філіппінського архіпелагу. Вони живуть у вологих рівнинних і гірських тропічних лісах, часто поблизу струмків. Зустрічаються на висоті від 100 до 2400 м над рівнем моря, переважно на висоті понад 1000 м над рівнем моря.

## Збереження
МСОП класифікує цей вид як вразливий. За оцінками дослідників, популяція синьоголових альціонів становить від 3500 до 15000 птахів. Їм загрожує знищення природного середовища.